# 桃花山镇
桃花山镇，是中华人民共和国湖北省荆州市石首市下辖的一个乡镇级行政单位。

## 行政区划
桃花山镇下辖以下地区：
桃源社区、石华堰村、王李场村、小石桥村、马鞍山村、梓童阁村、古井口村、九佛岗村、果老山村、吴家垱村、漆家铺村、李花山村、鹿角头村、青竹沟村、望夫山村、长江村、五码口村、白洋林村和桃花山林场。